# Ängelholm (đô thị)
Đô thị Ängelholm (Ängelholms kommun) là một đô thị ở hạt Skåne ở phía nam Thụy Điển. Thủ phủ là thành phố Ängelholm.
Năm 1971 thành phố Ängelholm đã được hợp nhất cùng các đô thị nông nghiệp Ausås, Barkåkra, Hjärnarp and Munka-Ljungby để tạo thành đô thị mới. Năm 1974, một giáo khu từ đô thị Östra Ljungby bị giải thể đã được bổ sung vào đô thị Ängelholm.

## Địa phương
Có 9 khu vực đô thị ở đô thị Ängelholm.
Trong bảng dưới đây, dân số theo số liệu tại thời điểm ngày 31/12/2005.
| # | Địa phương     | Dân số |
| - | -------------- | ------ |
| 1 | Ängelholm      | 22.532 |
| 2 | Munka-Ljungby  | 2.877  |
| 3 | Vejbystrand 1) | 2.764  |
| 4 | Strövelstorp   | 1.012  |
| 5 | Hjärnarp       | 871    |
| 6 | Skepparkroken  | 705    |
| 7 | Svenstorp      | 238    |
| 8 | Margretetorp   | 211    |
| 9 | Höja           | 200    |

1) Một phần nhỏ của Vejbystrand ở trong đô thị Bastad

## Các thành phố kết nghĩa
- Høje-Taastrup, Đan Mạch
- Maaninka, Phần Lan
- Dobele, Latvia
- Kamen, Đức (Bắc Rhine-Westphalia)